# ビオコヴォ山脈

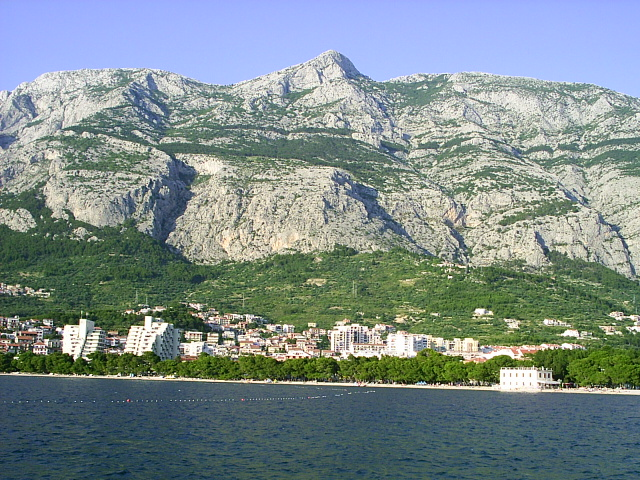
マカルスカの町の沖合から見たビオヴォ山脈。背後に最高峰のスヴェティユレ山（Sveti Jure、1830m）、その前にヴォシャツ山（Vošac、1422m）が見える。

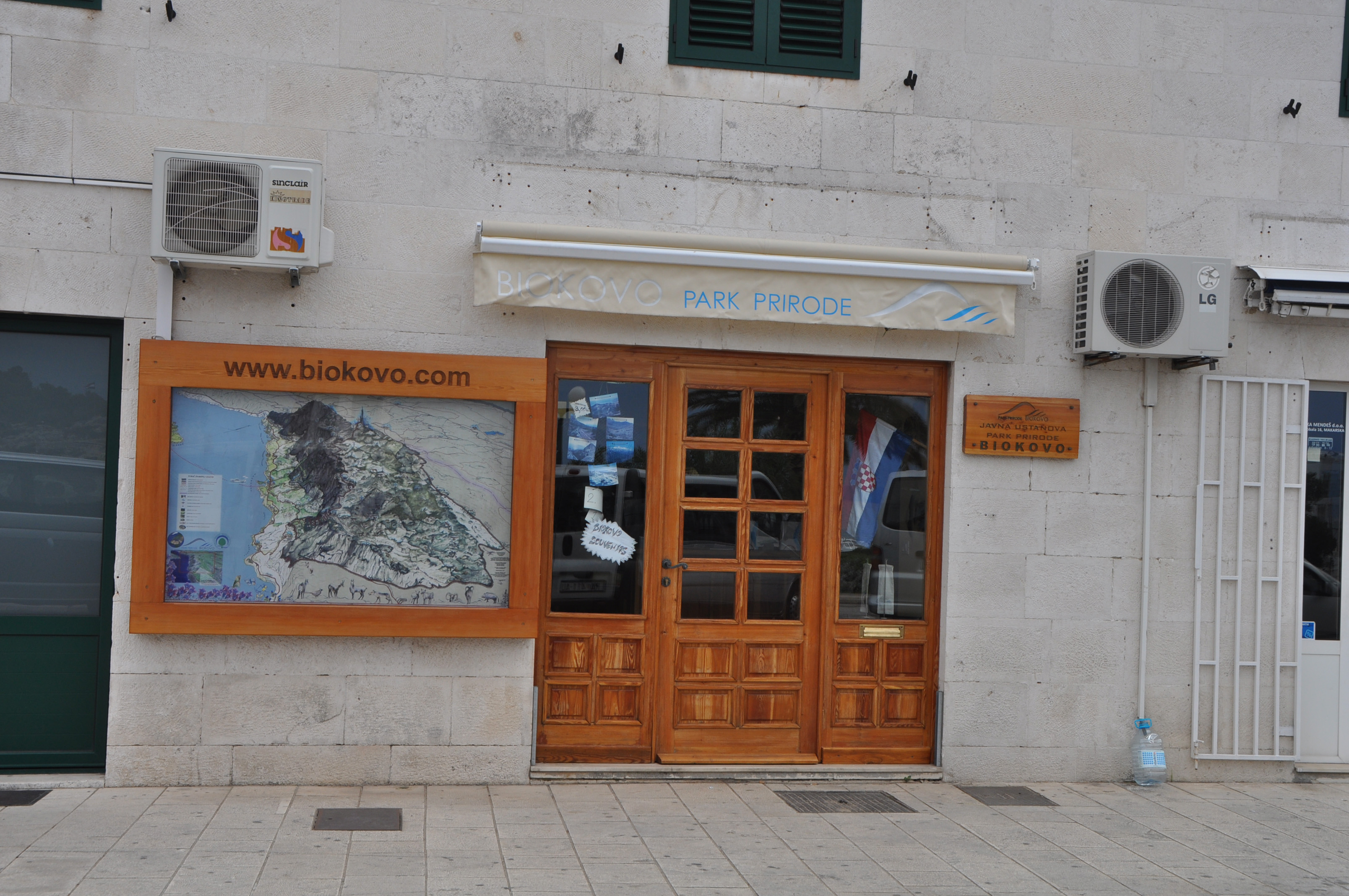
マカルスカの町にあるビオコヴォ自然公園ビジターセンター。

ビオコヴォ山脈（クロアチア語: Biokovo）は、クロアチアのダルマチア地方にある山脈で、スプリト＝ダルマチア郡のマカルスカの町の背後にそびえている。クロアチアで一番高いディナラ山（en:Dinara、標高1830m）に次いで二番目に高いスヴェティユレ山（hr:Sveti Jure、1762m、「聖ゲオルギオス」の意）がある。山脈の大部分はビオコヴォ自然公園になっていて、様々な登山道が整備されているだけでなく、国道8号線のポドゴラ（Podgora）からスヴェティユレ山までは自動車道路も通じている。マカルスカの中心街の海に面した通りに、「ビオコヴォ自然公園ビジターセンター」（Javna Ustanova Park Prirode Biokovo）がある。 
2024年にスヴェティ・ユレ山およびイモツキの湖群一帯はユネスコ世界ジオパークに指定された。